# Camellia caudata
Camellia caudata är en tvåhjärtbladig växtart som beskrevs av Nathaniel Wallich. Camellia caudata ingår i släktet Camellia och familjen Theaceae.

## Underarter
Arten delas in i följande underarter:
- C. c. gracilis
- C. c. wuzhishanensis